# Valhorlhas
Valhorlhas (Valhorlhas en occità, Vailhourles en francès) és una comuna occitana situada a l'Avairon, a la regió francesa d'Occitània. El pedagòg i escriptor occità Sèrgi Carles és originari d'aquesta comuna.

## Demografia
| 1962 | 1968 | 1975 | 1982 | 1990 | 1999 |
| ---- | ---- | ---- | ---- | ---- | ---- |
| 666  | 615  | 564  | 556  | 535  | 511  |